# Trieszti albán kongresszus
A trieszti albán kongresszus (albán kongresi shqiptar e Triestes) az emigráns albánok képviselőinek 1913. március 1. és 4. között az Osztrák–Magyar Monarchia anyagi és erkölcsi támogatásával Trieszt városában megrendezett találkozója volt, amelyet abból a célból hívtak össze, hogy az 1912. november 28-ai vlorai nemzetgyűlésen függetlenségét kikiáltó Albánia nemzetközi elismertségét előmozdítsák. A kongresszus eredményessége mérsékeltnek mondható: a résztvevők által elfogadott határozat nem tartalmazott új elemet sem az albán igények, sem a rendezési stratégia tekintetében. Bár a jelenlévők többsége abban egyetértett, hogy az adriai nagyhatalmak – a Monarchia és Olaszország – gyámkodása mellett kell kivívniuk függetlenségük elismerését és országuk területi egységének megőrzését, a két ország bevonásával már zajló londoni nagyköveti konferencián 1912 decembere óta folytak a nagyhatalmi tárgyalások többek között az albánkérdés részletes rendezésének céljával.
Az új állam, Albánia körüli elképzelések 1912-es–1913-as forgatagában a kongresszus egyik új elemeként a Píndosz hegységi arománok is képviseltették magukat Triesztben, annak jeleként, hogy az albán állam keretein belül képzelik el a jövőjüket.

## Előzmények
Noha a függetlenség kikiáltása után, 1912. december 4-én az albániai Vlorában munkába állt az Ismail Qemali vezette ideiglenes nemzeti kormány, mozgástere szűknek bizonyult. Egyfelől az első Balkán-háborúban részt vevő szomszédos nemzetállamok, Montenegró, Szerbia és Görögország hadseregei elfoglalták Albánia nagy részét, így a Vlora városába szorult Qemali-kormány fennhatósága mindössze 4000 km²-re terjedt ki. Másfelől a független Albániát egyetlen ország sem ismerte el hivatalosan, s az első Balkán-háborút lezáró egyezmény részleteinek kidolgozásával 1912. december 17-e után a hat nagyhatalom részvételével zajló londoni nagyköveti konferencia foglalkozott. Noha Albánia autonómiáját a követek már decemberben deklarálták, a vlorai ideiglenes nemzeti kormányt nem ismerték el (az albán állam szervezeti és közigazgatási kereteinek kidolgozása szintén a konferencia jövőbeni feladata volt), így a Qemali-kabinet egyfajta elszigeteltségben, nemzetközi vákuumban volt kénytelen munkáját végezni. Nem kevesebb súllyal esett latba az a körülmény sem, hogy a kormány mindemellett az albánság körében is elszigetelődött, támogatottsága csekély volt: az anyaországban ellenlábasai szervezkedéseivel kellett szembenéznie, a radikálisabb albán diaszpórák értelmiségi körei pedig elfogadhatatlannak tartották Qemali kiváró és „tétlen” politizálását.

## A kongresszus

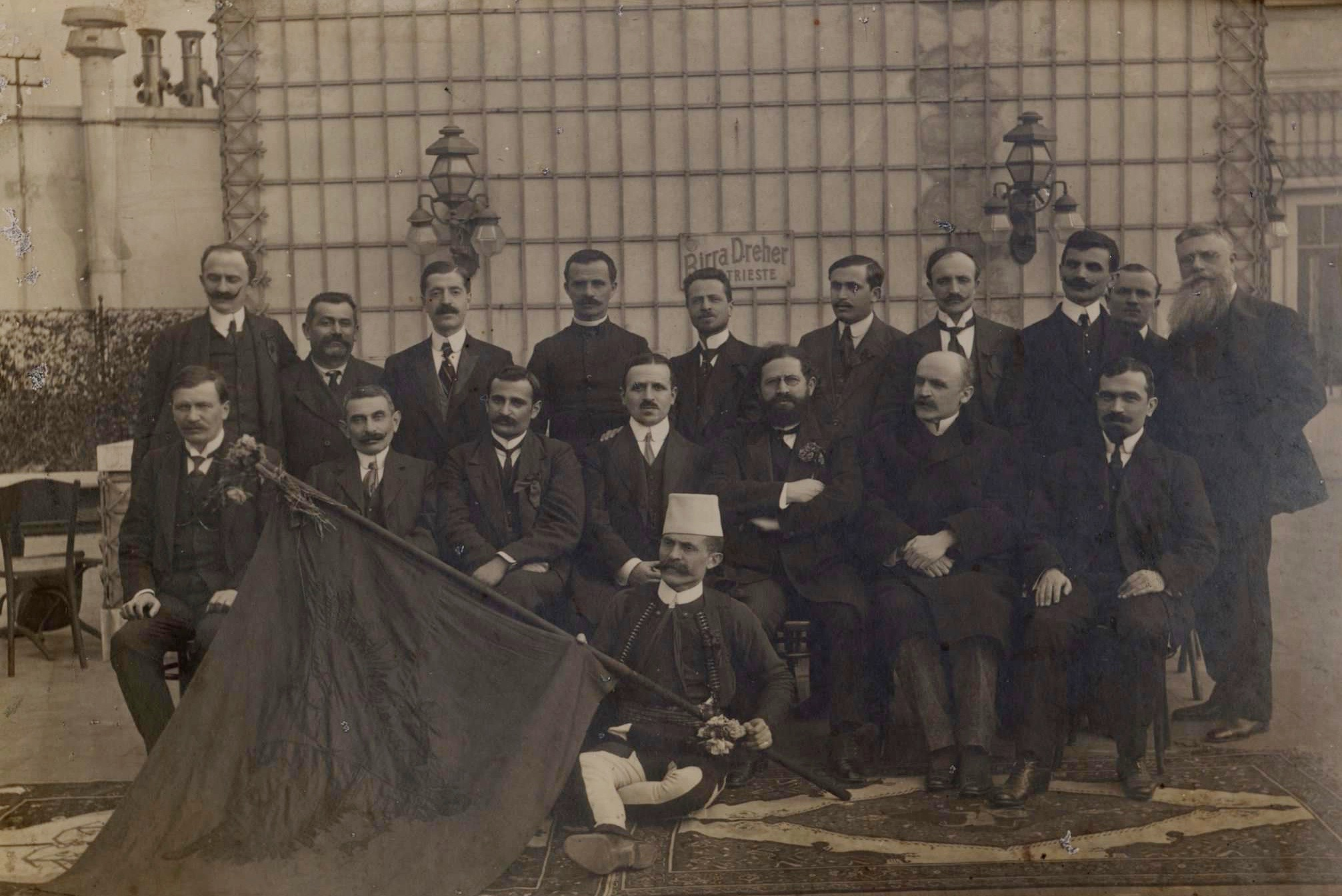
A kongresszus küldötteinek egy csoportja

Az albán származású Stefan Zurani (vagy albánosan Zef Curani), az Österreichischer Lloyd hajózási társaság Triesztben élő alkalmazottja (nem mellesleg a Monarchia ügynöke) állt a szervezőmunka élére. Az általa vezetett szervezőbizottságában Hilë Mosi, Hamdi Ohri, Mazhar Toptani, Stefan Ashiku, Filip Kraja és az aromán Epaminonda Ballamaçi foglaltak helyet. 1913 februárjában Zurani jelentette bécsi kenyéradóinak, hogy március 1-jére összalbán kongresszust szerveznek az Adria-parti városba, és a meghívókat már szét is küldték anyaországi és emigráns nemzettársaiknak. A terv találkozott az osztrák külügyminisztérium érdekeivel és tetszésével, sőt, a Monarchia a kongresszussal járó anyagi terheket is magára vállalta.
A kongresszus 1913. március 1-jén vette kezdetét mintegy 120-150 résztvevővel, és további számos érdeklődővel. Nagy részük az albán emigráció – olaszországi arberesek, romániai, bulgáriai, törökországi, egyiptomi és amerikai albánok – soraiból került ki, de más nemzetek is képviseltették magukat küldötteikkel vagy tudósítóikkal (jelen volt például a magyar Nopcsa Ferenc is). Ezenkívül számos ügynök és kém, politikai kalandor és albán trónigénylő is megjelent a városban. A nevesebb albán politikai vezetők közül jelen volt a Vatra Amerikai Összalbán Szövetség képviseletében Fan Noli és Faik Konica, a bukaresti kolóniából Pandeli Evangjeli, az arberesek képviseletében pedig Giuseppe Schirò (albánosan Zef Skiroi), de megjelent a kalandos életű Dervish Hima is. Megfigyelőként jelen volt a Qemali-kormány küldötte, Kristo Meksi.
A konferencia levezető elnökévé előbb a szervezésben is jeleskedő Hilë Mosit, majd miután ő elhárította a felkérést, azt a Faik Konicát választották meg, aki januárban még Londonban járt, hogy a nagyköveti konferencián képviselje az albán igényeket. Az előre elfogadott napirendi pontokat követve a kongresszus ülésnapjain az alábbi pontokat vitatták meg.
- Albánia határai: A résztvevők többsége az albán államhatárokról folytatott vita során az etnikailag albán többségű területeket vagy a korábbi négy oszmán vilajet (összefoglalóan Albánia vilajet) kiterjedését tartották kiindulópontnak, de olyan szélsőséges vélemények is elhangoztak (pl. Schirò), hogy Albániának az Égei-tengertől Boszniáig kell terjednie.
- A függetlenség elismertetése: A fegyveres önvédő harcba szólító szórványos hangokon kívül a többség azt pártolta, hogy az adriai hatalmak gyámkodását kérjék céljaik elérése, a Balkán-háború során elfoglalt területeik visszaszerzése és függetlenségük elismerése érdekében.
- Arománok: A Píndosz-vidéki arománok szintén képviseltették magukat a kongresszuson, és jelezték, hogy albán államkereteken belül képzelik el a jövőjüket, akár dualizmus formájában, amit a jelenlévő albánok heves viták árán ugyan, de támogattak.
- Az uralkodó személye: A kongresszuson megjelent az albán származású román író, Albert Ghica is (albánosan Albert Gjika, korábban maga is albán trónkövetelő), aki igyekezett napirendbe vétetni, hogy megvitassák Montpensier hercege, Ferdinand François d’Orléans trónigényét. Ez irányú kísérletei rendre elbuktak, a kongresszus lezárultával Gjika mégis azt táviratozta meg Montpensier hercegnek, hogy megválasztották albán uralkodónak, s ez a hír nem kis zavart keltve az olasz sajtóban is megjelent.[5]

A kongresszus és a végén elfogadott, a nagyhatalmaknak is megküldött határozat elsősorban a balkáni államok sajtójában keltett mérsékelt hullámokat. Nopcsa Ferenc helyszíni beszámolója szerint a néhány jó szándékú, de erélytelen politikust nem számítva a kongresszus nem volt más, mint kalandorok zűrzavaros gyülekezete.